# 前橋市立箱田中学校
前橋市立箱田中学校（まえばししりつ はこだちゅうがっこう）は、群馬県前橋市前箱田町にある公立中学校。

## 沿革
- 1983年（昭和58年）4月1日-前橋市立東中学校から分離し開校

## 教育信条
目指す生徒像は「はげみ、つとめる生徒」「こころゆたかな生徒」「たくましい生徒」。

## 部活動
- 男子バスケット部[2]
- 女子バスケット部
- 野球部
- サッカー部
- 男子ソフトテニス部
- 女子ソフトテニス部
- 卓球部
- 男子バドミントン部
- 女子バドミントン部
- 陸上部
- 柔道部
- 剣道部
- 体操部
- 水泳部
- ソフトボール部
- 美術部
- 吹奏楽部

## 行事
- 4月　入学式[3]
- 6月　長縄大会
- 9月　体育大会
- 10月　マラソン大会
- 11月　稲穂祭

## 学区
- 箱田町の一部[4]
- 前箱田町
- 前箱田町二丁目
- 川曲町
- 稲荷新田町
- 下新田町
- 江田町の一部
- 大利根町一丁目
- 大利根町二丁目
- 青葉町

## 所在地
- 群馬県前橋市前箱田町396－1